# Poweshiek County
Poweshiek County är ett administrativt område i delstaten Iowa, USA. År 2010 hade countyt  18 914 invånare. Den administrativa huvudorten (county seat) är Montezuma.

## Geografi
Enligt United States Census Bureau har countyt en total area på 1 518 km². 1 515 km² av den arean är land och 3 km² är vatten.

### Angränsande countyn
- Tama County - norr
- Iowa County - öst
- Keokuk County - sydost
- Mahaska County - söder
- Jasper County - väst

### Orter
- Barnes City (delvis i Mahaska County)
- Grinnell
- Montezuma (huvudort)
- Victor (delvis i Iowa County)